# Proteste in Giordania del 2011-2014
Le proteste in Giordania del 2011-2014 si inseriscono nel contesto delle coeve proteste nel mondo arabo.

## La protesta

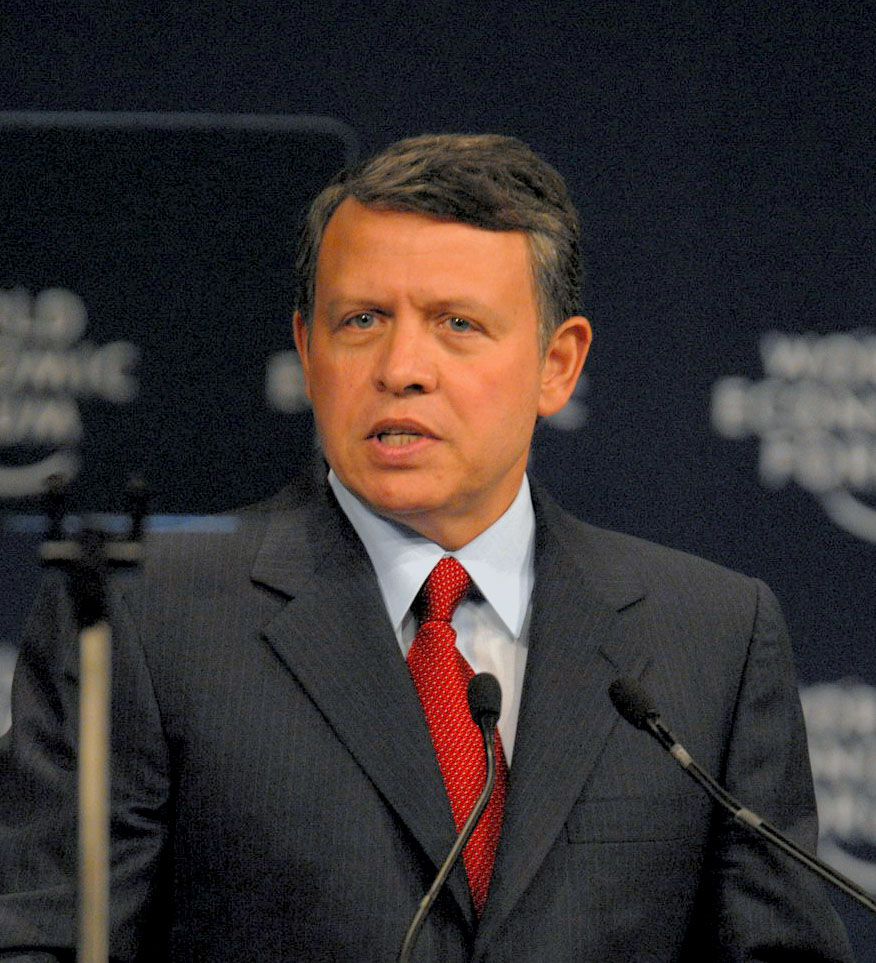
Re Abd Allah II di Giordania

Dopo le proteste iniziate il 14 gennaio a Irbid, al-Salt e Karak, migliaia di giordani scendono in piazza anche ad Amman per protestare contro la povertà, la fame e la disoccupazione (specie giovanile), in un paese dove il 25% della popolazione vive in condizioni di povertà e la disoccupazione è al 15%. La protesta si incentra anche contro la corruzione e chiede le dimissioni del governo. Il 18 febbraio violenti scontri tra lealisti e manifestanti provocano una decina di feriti.
Nonostante le promesse d'intervento del premier Samir Rifa'i e gli stanziamenti di fondi per evitare una deriva della protesta, il 1º febbraio il re decide per un cambio al vertice governativo e assegna l'incarico a Marouf Bakhit, già premier dal 2005 al 2007.
Il nuovo governo ha mandato di avviare un processo di riforme e calmare la piazza che ormai da tre settimane protesta contro il carovita e per un miglioramento sociale. Alcuni giorni dopo tuttavia ancora cortei e manifestazioni si verificano nel centro di Amman, ancora una volta per chiedere riforme politiche e sostenere la rivolta del popolo egiziano.
Gli oppositori, fra cui è particolarmente attiva la Fratellanza Musulmana, non attaccano direttamente la figura del re Abd Allah II, ma rivolgono contestazioni contro il primo ministro Samir Rifai e la regina Rania, accusata di praticare spese eccessive.
Il 4 marzo, dopo che il 25 febbraio altre manifestazioni avevano raccolto l'adesione di altre migliaia di giordani, circa tremila persone scendono in piazza ad Amman, dopo la preghiera del venerdì, per chiedere al governo riforme politiche e lo scioglimento della camera bassa. I dimostranti rivolgono slogan contro il governo del nuovo premier Marouf Bakhit, che non senza difficoltà il giorno prima aveva ottenuto la fiducia del parlamento.
Migliaia di persone appartenenti per lo più al Fronte d'azione islamico scendono in piazza il giorno successivo nella capitale per chiedere riforme urgenti all'indomani del rifiuto del nuovo primo ministro di concedere una monarchia costituzionale che limiti il potere del re Abdallah II.